# Bindusara
Bindusara lub Bhadrasara (ok. 320-272 p.n.e.) – król indyjski z dynastii Maurjów od ok. 300 p.n.e. Syn założyciela dynastii Ćandragupty. Kontynuował politykę ojca. Jego następca został jego syn Aśoka.